# Кузнецова, Анна Фёдоровна
А́нна Фёдоровна Кузнецо́ва (род. 22 мая 1940) — строитель, бригадир штукатуров-отделочников, полный кавалер ордена Трудовой Славы, Почётный гражданин Республики Карелия (1999).

## Биография
Родилась в крестьянской семье, окончила девятилетнюю школу.
После окончания в 1958 году Петрозаводского строительного училища № 1 по специальности штукатур-маляр, работала в Петрозаводском Спецстройуправлении отделочных работ.
В 1968—1994 годах — бригадир штукатуров-маляров треста «Петрозаводскстрой».
С 1994 года на пенсии, член комиссии по наградам при Администрации Главы Республики Карелия.

## Награды
- Орден Трудовой Славы 3 степени в 1975 году
- Орден Трудовой Славы 2 степени в 1977 году
- Орден Трудовой Славы 1 степени в 1986 году